# Repositionspflanze
Repositionspflanzen sind Stauden und Gehölze, die für Rekultivierung und Renaturierung verwendet werden.
Der Begriff stammt vom lateinischen 'reponere' ab, das heißt einrenken, wiederherstellen, und "Reposition" bedeutet "Wiedereingliederung".
Die Repositionspflanzen (auch Repo-Pflanzen genannt) sind Wildstauden, die im mitteleuropäischen Raum beheimatet sind und an Standorten in der freien Landschaft nachgewiesen sind.
Die Pflanzen, die für Rekultivierungs- oder Renaturierungsmaßnahmen zur Verwendung kommen, sind nicht durch Kreuzungen oder Auslesen verändert.